# Verlag die brotsuppe
Der verlag die brotsuppe ist ein Schweizer Buchverlag mit Sitz in Biel/Bienne. Gegründet wurde der Verlag 2003 von der Autorin und Verlegerin Ursi Anna Aeschbacher. 2019 wurde der Verlag mit dem Spezialpreis der Stadt Bern ausgezeichnet. Seit Dezember 2024 führen Sonja Muhlert und Adrian Künzi den Verlag.

## Verlagsprogramm
Der Schwerpunkt des Verlags ist Belletristik. Er publiziert auch Bilderbücher für Kinder, Fotobände und Bücher zum Thema Philosophie. Ein spezielles Interesse gilt der Übersetzung namhafter Autorinnen und Autoren aus der französischen und italienischen Schweiz, darunter Étienne Barilier, Jean-Luc Benoziglio, Laurence Boissier, Romain Buffat, Michel Layaz, Pierre Lepori, Jérôme Meizoz, Marius Daniel Popescu, Philippe Rahmy, Henri Roorda, Antoinette Rychner oder Matteo Terzaghi.

## Autoren (Auswahl)
| - Étienne Barilier - Jean-Luc Benoziglio - Margrit von Dach - Thomas Ebermann - Sabine Haupt - Marie-Luise Könneker - Michel Layaz - Lou Lepori - Noëmi Lerch - Ruth Loosli - Jérôme Meizoz - Francesco Micieli - Walter Mossmann - Lorenz Pauli | - Marius Daniel Popescu - Philippe Rahmy - Christine Rinderknecht - Henri Roorda - Antoinette Rychner - Felix Schaad - Urs Peter Schneider - Franziska Schutzbach - Matteo Terzaghi - Jürgen Theobaldy - Rainer Trampert |